# Мораторий (право)
Морато́рий (лат. moratorius — замедляющий, задерживающий), морато́риум — право на отсрочку платежа по долговому обязательству, предоставляемое в административном или судебном порядке (в отличие от договорной отсрочки). Различают мораторий специальный, предоставляемый в конкретном правоотношении, и мораторий общий (генеральный), когда ввиду постигших страну бедствий (война, кризис, эпидемия) временно приостанавливаются действующие законы об обязательствах и всем жителям страны отсрочиваются их долги.

## Происхождение
Обычай предоставлять должникам мораторий в оплате долгов возник в императорском Риме — император Констанций I и его преемники отсрочивали долги лицам, стоявшим близко ко двору (лат. quinquennale spatium или quinquennale inducise). Грациан, Валентиниан II и Феодосий столкнулись с уже сформировавшейся традицией, которую пытались привести в систему. Наконец, Юстиниан постановил, что если большинство кредиторов находит просьбу об отсрочке достойной удовлетворения, то меньшинство считается связанным этим решением, при этом отсрочка не должна превышать 5 лет.
Под влиянием римского права мораторий появился в XIV веке и в Западной Европе как привилегия, которая в изобилии давалась обанкротившимся вельможам. В Средние века возникло даже более широкое понятие индульта, означавшее сперва отсрочку, а затем вообще всякую привилегию. Постепенно мораторий получает характер правового учреждения, предусмотренного законами страны как одно из условий проведения процедуры несостоятельности.

## Общий мораторий
Применение общего моратория не является какой-то системой, поэтому для его иллюстрации можно перечислить только наиболее известные случаи. В частности, по заключении Тильзитского мира 1807 года долги прусских помещиков были отсрочены более чем на 10 лет. В начале Франко-прусской войны, 13 августа 1870 года, был обнародован закон, по которому отсрочено на один месяц право требования по всем денежным коммерческим сделкам, заключённым по день издания закона, а право иска долгов с лиц, призванных на защиту Отечества, отсрочено до окончания войны. 16 апреля 1871 года отсрочка платежей по векселям была подтверждена советом Парижской коммуны.
В 1891 году во время финансового кризиса в Португалии был установлен мораторий в 60 дней для вексельных и других бесспорных долгов. Известным примером общего моратория являлись объявленные во время Великой депрессии американским Чрезвычайным законом о банках 1933 года т. н. «банковские каникулы».
В России генеральные моратории осуществлялись в виде полетных грамот, которые жаловались правительством в исключительных случаях целым сословиям. 24 декабря 1771 года последовал сенатский указ «о несчитании в просрочку векселей и закладных, не протестованных и не явленных по случаю заразительной болезни в Москве» в течение всего того времени, как будет свирепствовать моровая болезнь. По прекращении «поветрия» и с открытием присутственных мест для погашения долгов давался срок ещё 3 месяца. Подобные постановления были изданы во время холерной эпидемии 1830—1831 годов относительно должников коммерческого банка. Указом от 15 января 1832 года жителям северо- и юго-западных губерний, наиболее пострадавших от Польского восстания, были высочайше дарованы «некоторые льготы в отношении к судебным срокам и долговым платежам». В ходе экономического кризиса 1998 года было приостановлено на 90 дней исполнение обязательств перед нерезидентами по кредитам, сделкам на срочном рынке и залоговым операциям.

## Специальный мораторий

### Франция
Первоначально французские короли применяли общий мораторий. Так, Филипп II Август предоставил всем должникам-христианам мораторий в отношении их кредиторов-евреев, а Людовик IX дал на 3 года отсрочку всем должникам, выступавшим в крестовый поход. Но впоследствии эта мера стала применяться и по единичным случаям, посредством выдачи особых королевских грамот (фр. lettres de répit). Ввиду порождённой вследствие этого массы злоупотреблений ордонанс 1667 года навёл некоторый порядок в применении моратория. Закон о несостоятельности 1838 года утвердил положение о том, что с момента официального признания должника несостоятельным останавливается течение процентов по требованиям кредиторов.
Находящаяся под влиянием французского права Бельгия тем не менее сделала два важных усовершенствования права на мораторий: конкурсный устав 1851 года предусмотрел отсрочку платежа долгов (фр. sursis des paiements), а закон 1883 года допустил возможность обязательной для меньшинства кредиторов мировой сделки в предупреждение объявления о несостоятельности (фр. concordat préventif).

### Германия
В Германии правом моратория (лат. litterae respirationis, rescripta moratoria, нем. Ausstandsbriefe и др.) распоряжался император и владетельные курфюрсты. Произвольная раздача моратория вызывала в народе недовольство, поэтому имперские уставы XVI века стараются определять условия, при которых может быть дан мораторий. Постановления эти были подробно развиты в прусском судебном уставе 1794 года, по которому мораторий давался только судом и лишь тем должникам, которые, сделавшись несостоятельными в силу стечения неблагоприятных обстоятельств, представят ручательство в том, что они в силах через известное время удовлетворить кредитора.

### Россия
Уже Русская Правда предусматривала предоставление рассрочки купцу, товар которого пострадает от форс-мажора (воды, огня или разграбления). Судебник 1497 года повторил это правило: по нему государев боярин уполномочен был давать «полетную грамоту» купцу, получившему товар в кредит и сделавшемуся несостоятельным вследствие гибели товара в дороге от какого-нибудь стихийного несчастия. Первый русский Устав о банкротах 1800 года предусматривал, что по единогласному решению всех кредиторов возможна внесудебная сделка с должником о скидке с долга или отсрочке в платеже. Отсрочка «для выправки» могла быть дана также судом с согласия находящихся налицо кредиторов.
В правление Елизаветы Петровны существовал мораторий на смертную казнь, принятый сенатским указом 1744 года. «В правительствующем Сенате усмотрено, что в губерниях, також и в войске, и в прочих местах Российской Империи смертные казни и политическую смерть чинят не по надлежащим винам, а другим и безвинно».
В современном российском законодательстве специально оговорён мораторий на удовлетворение требований конкурсных кредиторов в процедуре внешнего управления (ст. 95 Федерального закона о банкротстве).
В 2020-2024 годах Правительством РФ с целью поддержки строительной отрасли последовательно принимались 3 постановления, которые ограничивали ответственность застройщиков в части взыскания неустойки (пени и штрафа), процентов и убытков. В профессиональных кругах и среди общественности эти постановления прозвали "мораторий на неустойку".

### Мораторные проценты
Мораторные проценты (фр. intérêts moratoires) являются одной из форм возмещения кредитору убытков, причинённых за время действия моратория. В российском законодательстве данный термин появился в постановлении Пленума Высшего Арбитражного Суда РФ от 6 декабря 2013 года № 88 «О начислении и уплате процентов по требованиям кредиторов при банкротстве», которое даёт толкование ряду положений Федерального закона «О несостоятельности (банкротстве)», введённых в 2008 году.